# ویلیو لیتولا
ویلیو لیتولا (فنلاندی: Viljo Lietola; ۹ اکتبر ۱۸۸۸ – ۲۹ اکتبر ۱۹۵۵) بازیکن فوتبال اهل فنلاند بود.
از باشگاه‌هایی که در آن بازی کرده‌است می‌توان به باشگاه فوتبال هلسینکی اشاره کرد.
وی همچنین در تیم ملی فوتبال فنلاند بازی کرده‌است.